# 미국 올림픽 트레이닝 센터

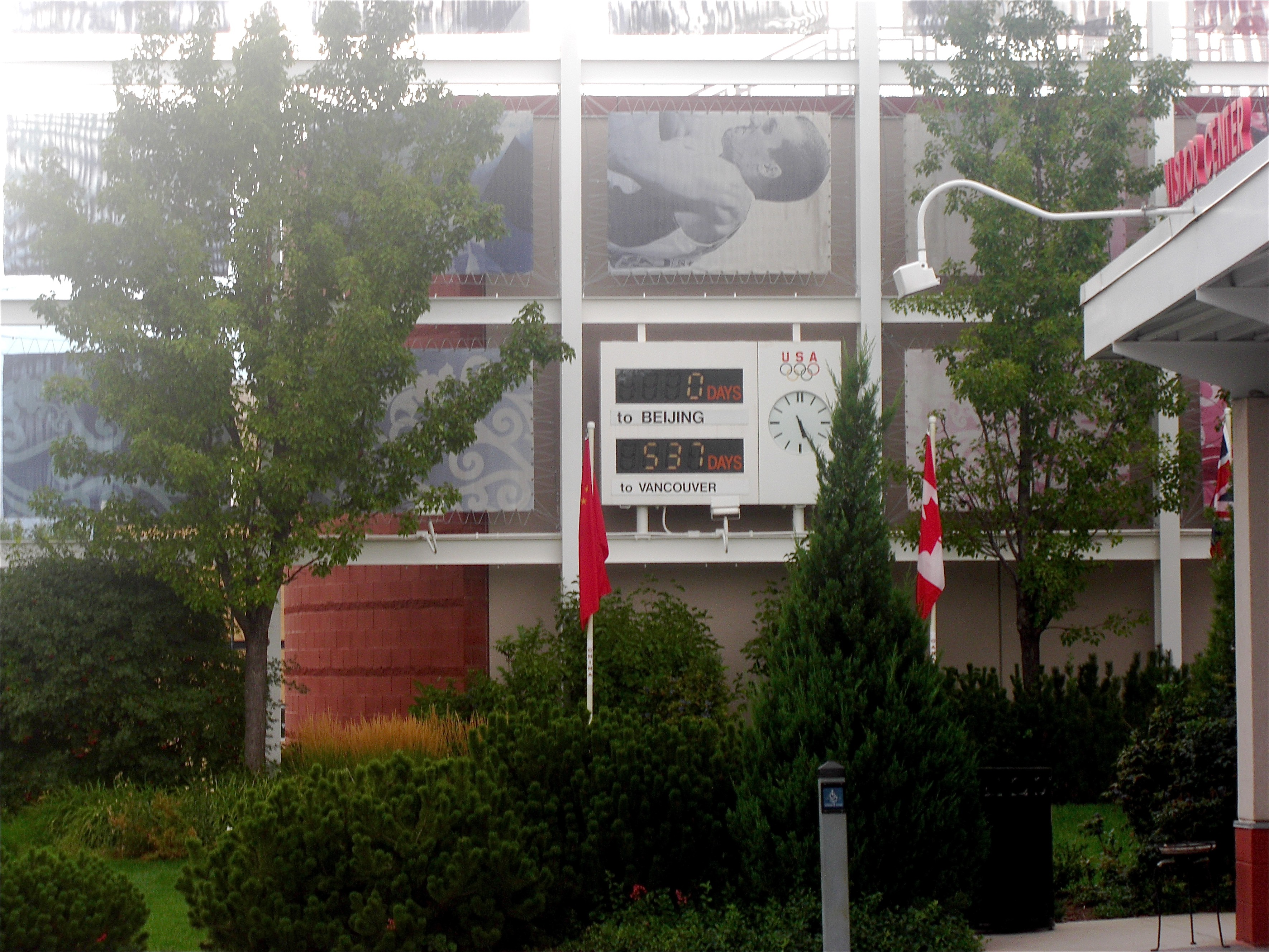

미국 올림픽 트레이닝 센터(United States Olympic Training Centers, 줄여서 OTCs)는 미국 올림픽 패럴림픽 위원회에서 만든 올림픽과 패럴림픽 선수들을 위한 훈련 시설이다. 콜로라도주의 콜로라도스프링스와 뉴욕주의 레이크플래시드, 그리고 캘리포니아주의 출라비스타에 각각 시설이 있다. 미국 올림픽 교육 센터(U.S. Olympic Education Center)는 미시간주 마켓에 있다.